# Сен-Сенфорьен (Шер)
Сен-Сенфорье́н (фр. Saint-Symphorien) — коммуна во Франции, находится в регионе Центр. Департамент — Шер. Входит в состав кантона Шатонёф-сюр-Шер. Округ коммуны — Сент-Аман-Монрон.
Код INSEE коммуны — 18236.

## География
Коммуна расположена приблизительно в 230 км к югу от Парижа, в 125 км южнее Орлеана, в 31 км к югу от Буржа.
По территории коммуны протекает небольшая река Триан.

## Население
Население коммуны на 2008 год составляло 125 человек.
| 1962 | 1968 | 1975 | 1982 | 1990 | 1999 | 2008 |
| ---- | ---- | ---- | ---- | ---- | ---- | ---- |
| 111  | 129  | 130  | 111  | 114  | 105  | 125  |

## Администрация
| Период | Период | Фамилия       | Партия | Примечания |
| ------ | ------ | ------------- | ------ | ---------- |
| 2001   | 2008   | Тьерри Марье  |        |            |
| 2008   | 2014   | Мартин Перрен |        |            |

## Экономика
Основу экономики составляет сельское хозяйство.
В 2007 году среди 74 человек в трудоспособном возрасте (15-64 лет) 62 были экономически активными, 12 — неактивными (показатель активности — 83,8 %, в 1999 году было 59,2 %). Из 62 активных работали 51 человек (27 мужчин и 24 женщины), безработных было 11 (9 мужчин и 2 женщины). Среди 12 неактивных 3 человека были учениками или студентами, 5 — пенсионерами, 4 были неактивными по другим причинам.

## Достопримечательности
- Церковь Сен-Сенфорьен (XII век). Исторический памятник с 1927 года[3]

## Фотогалерея

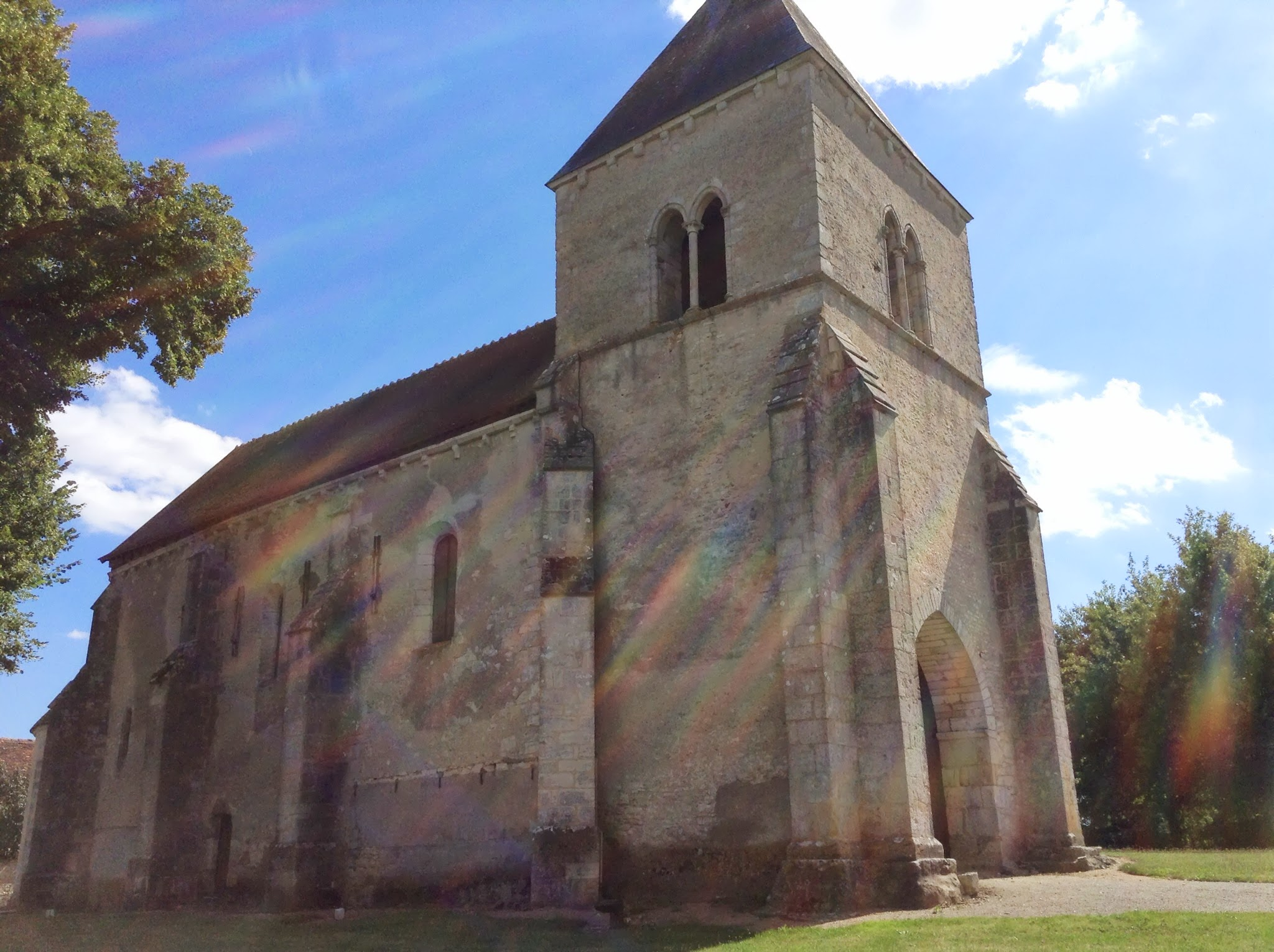
Церковь Сен-Сенфорьен
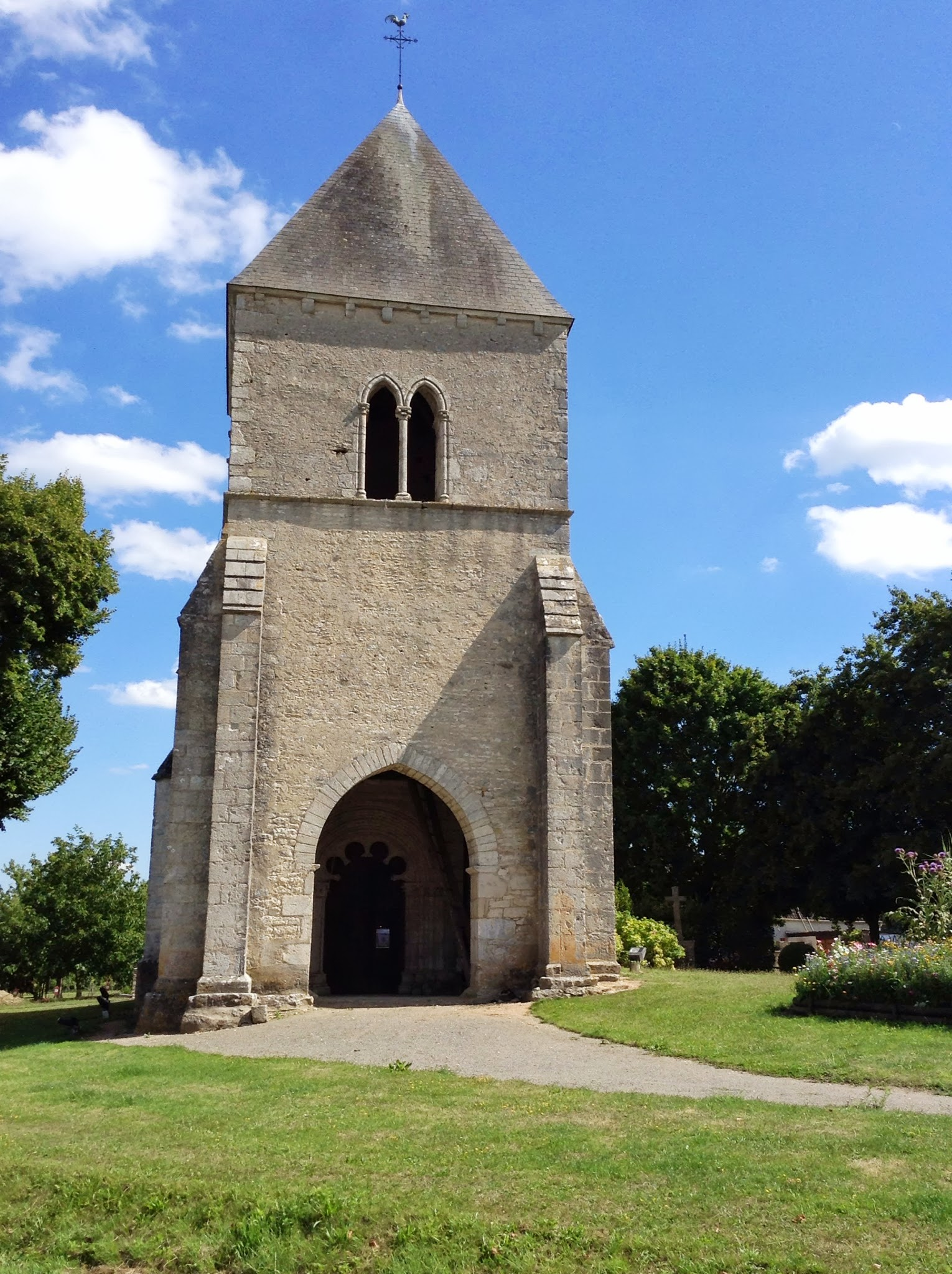
Церковь Сен-Сенфорьен
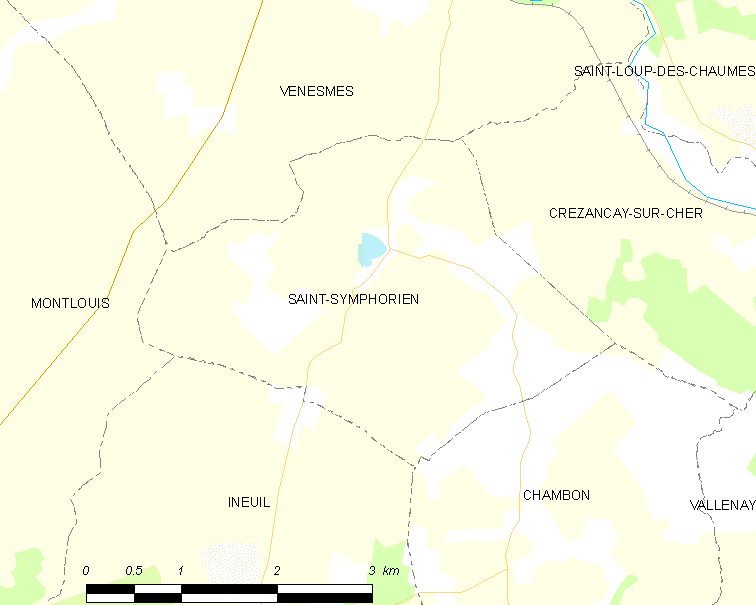
Карта коммуны